# Экшн мэн
«Экшн-Мэн» (англ. Action man) — английские куклы для детей.

## История

### 1968-1993
Возникли в 60-х годах прошлого века на волне популярности куклы Барби.

### 1993-2006
Начиная с 1993 года Экшн-Мэн поменял свой стиль и становится похожим на английского шпиона. Появляются такие фигурки, как SkyDive, CrimeBuster, Raid, Roller Extreme.

## Серии персонажей
- Z Force
- Q Force
- Space Force

### Враги
- Доктор X
- Профессор Гангрена
- Темпест
- Антифриз

## На других носителях

### Комиксы
- Battle Picture Weekly

### Мультсериал
- Action Man (1995)
- Action Man (2000)
- A.T.O.M.

### Видеоигры
- Action Man: Arctic Adventure (PC)
- Action Man: Destruction X (PC, PS1)
- Action Man: Jungle Storm (PC)
- Action Man: Mission Xtreme (PS1)
- Action Man: Raid on Island X (PC)
- Action Man: Robot Atak (Game Boy Advance)
- Action Man: Search for Base X (Game Boy Color)
- Action Man A.T.O.M.: Alpha Teens on Machines (PS2)